# Mazir
Mazir (blr. Mazyr; rus. Mozyr) - grad u Bjelorusiji, središte istoimenog rejona u Gomeljskoj oblasti. Nalazi se na rijeci Pripjat 220 km jugoistočno od Minska. Zajedno s prigradskim naseljem Kalinkoviči koje se nalazi na lijevoj obali Pripjata ima oko 150,000 stanovnika.
Mazir je poznat kao grad naftne, prehrambene i strojarske industrije. U gradu se nalazi najveća bjeloruska rafinerija nafte i upravo se kod Mazira veliki ruski naftovod "Družba" (kojim se ostatku Europe isporučuje ruska nafta) grana u dva kraka (jedan ide prema Poljskoj, drugi prema Ukrajini). Najveća bjeloruska riječna luka je također smještena u Maziru.
Gradsko središte smješteno je na lesnoj zaravni na desnoj obali Pripjata, koja je izdignutija u odnosu na lijevu obalu (i do 80 m). Visinska razlika između dvije obale je nastala kao posljedica glacijacije, a Pripjat u ovom dijelu teče na starom ledenjačkom koritu.

## Povijest
Mazir je jedan od najstarijih gradova povijesne Rutenije. U pisanim izvorima prvi put se spominje u dokumentu iz 1155. godine u kome je kijevski knez Jurij Dolgoruki, naselje na tom mjestu predao pod upravu černigovskom knezu Svjatoslavu Oljgoviču. U 14. stoljeću dobio je status grada (po Magdeburškom pravu, a originalni dokument se danas čuva u Povijesnom arhivu Bjelorusije). Početkom 17. stoljeća u gradu je otvorena isusovačka škola pod pokroviteljstvom sveučilišta u Vilniusu. Škola je nekoliko desetljeća kasnije sekularizirana i preimenovana u gimnaziju.
Krajem 18. stoljeća ulazi u sastav Carske Rusije i otada počinje njegov ubrzani razvoj, zahvaljujući velikom broju doseljenih Židova, koji su uglavnom bili trgovci. Grad je ušao u sastav Bjelorusije 1921. godine. Od 1938. do 1954. bio je administrativno središte Poleske oblasti, nakon čega je postao dio Gomeljske oblasti.
Grad je razoren tijekom Drugog svjetskog rata od strane nacista. Židovi, koji su do rata činili gotovo 40% cjelokupne populacije gotovo su nestali iz grada.
Ime grada je najvjerojatnije izvedeno od ugro-finskog termina "mosar" koji označava močvaran i blatan kraj obrastao grmljem (baš kakvo je i mjesto na kojem je grad Mazir nastao). 

## Industrija
Mazir je jedan od industrijski najrazvijenijih gradova Bjelorusije, zbog rafinerije nafte (najveće u zemlji), kemijskih i petrokemijskih pogona, te pogona drvoprerađivačke, strojne i prehrambene industrije. Rafinerija nafte, koja proizvodi gotovo sve vrste naftnih proizvoda, je u zajedničkom bjelorusko - ruskom vlasništvu.
Zahvaljujući velikim zalihama kamene soli u okolici (preko 22 milijuna tona), u gradu radi i velika solana "Mozyr sol" koja izvozi svoje proizvode diljem bivšeg SSSR-a. U gradu postoje i pogoni strojarske, tekstilne, drvoprerađivačke i prehrambene industrije (pivovara).
Luka "Phov" je najveća luka u zemlji. Od 1980. grad ima i vlastitu zračnu luku, koji se trenutno obnavlja za potrebe domaćeg zračnog prometa.

## Galerija
- Crkva sv. Mihaela i cistercitski samostan
- Središte
- Rijeka Pripjat
- Skulptura